# Samuele Damiani
Samuele Damiani (Poggibonsi, 30 gennaio 1998) è un calciatore italiano, centrocampista dell'Ascoli.

## Carriera

### Club

#### Empoli e prestiti
Cresciuto nelle giovanili del Livorno 9, all'età di 8 anni passa all'Empoli dove gioca fino alla Primavera finendo più volte convocato in prima squadra senza mai esordire. Il 27 luglio del 2017 viene ceduto in prestito alla Lucchese in Serie C, dove esordirà con la maglia rossonera il 3 Settembre 2017 nella vittoria casalinga contro il Pontedera alla seconda di campionato. Terminerà la stagione con 25 presenze ed un assist tornando all'Empoli.
Il 14 Luglio del 2018 viene ceduto, nuovamente in prestito, alla Viterbese, sempre in Serie C. Con il club laziale esordirà il 3 Novembre 2018 all'esordio stagionale in campionato della squadra, nello scontro perso in casa contro il Rieti, giocando da titolare e venendo sostituito all'intervallo. In questa stagione segnerà anche il suo primo gol tra i professionisti, nell'incontro perso in trasferta contro il Potenza, siglando il definitivo 2 a 1. Nella stagione con i giallo-blu collezionerà 27 presenze ed un gol in campionato, 2 presenze nei play-off di categoria, 3 presenze in Coppa Italia e 5 presenze in Coppa Italia di serie C, al termine della stagione torna all'Empoli.
Il 21 Agosto del 2019, firma per Carrarese in prestito secco, esordendo alla seconda di campionato, l'1 Settembre, nel pareggio casalingo contro l'Alessandria. A fine stagione, dopo aver collezionato 26 presenze e 3 assist in campionato più 2 presenze ai play-off e 3 in Coppa Italia torna ancora all'Empoli.
Per la stagione 2020-2021, l'Empoli decide di tenerlo in squadra, esordirà con la maglia azzurra, ed in serie B, alla prima di campionato, il 26 Settembre 2020 nella vittoria in trasferta dei toscani contro il Frosinone. Scendendo in campo 19 volte darà il suo contributo alla conquista del campionato cadetto da parte della squadra azzurra. Anche nella seguente stagione di Serie A 2021-2022 rimane in squadra ma, non venendo mai convocato per nessun incontro ufficiale viene ceduto in prestito durante al mercato di riparazione al Palermo.

#### Palermo
Il 21 gennaio del 2022, viene inviato in prestito al Palermo fino a fine Giugno con l'opzione, per i siciliani, di acquisto del cartellino al termine del periodo. Dopo 15 presenze, 1 gol ed 1 assist in campionato, più altre 6 presenze ed 1 assist nei play-off, contribuendo attivamente alla promozione in Serie B, il club siciliano esercita l'opzione di acquisto del cartellino offrendo al giocatore un contratto quadriennale. Fa il suo esordio in cadetteria con i rosanero nella prima di campionato, incontro vinto per 2 a 0 contro il Perugia, giocando l'intero incontro.

#### Juventus Next Gen
Il 1º settembre 2023 passa in prestito secco annuale alla Juventus Next Gen in Serie C.

#### Ternana
L'8 agosto 2024 viene ceduto in prestito con obbligo di riscatto alla Ternana.

#### Ascoli
Il 13 agosto si trasferisce all'Ascoli a titolo definitivo firmando un biennale.

### Nazionale
Esordisce con la nazionale under 18 il 9 Marzo del 2016 a Lecco, subentrando al compagno di squadra Alessandro Bordin nell'incontro pareggiato con i pari età svizzeri 1 a 1. In totale collezionerà 3 presenze con la squadra.

## Statistiche

### Presenze e reti nei club
Statistiche aggiornate al 7 giugno 2025.
| Stagione        | Squadra           | Campionato      | Campionato | Campionato | Coppe nazionali | Coppe nazionali | Coppe nazionali | Coppe continentali | Coppe continentali | Coppe continentali | Altre coppe | Altre coppe | Altre coppe | Totale | Totale |
| Stagione        | Squadra           | Comp            | Pres       | Reti       | Comp            | Pres            | Reti            | Comp               | Pres               | Reti               | Comp        | Pres        | Reti        | Pres   | Reti   |
| --------------- | ----------------- | --------------- | ---------- | ---------- | --------------- | --------------- | --------------- | ------------------ | ------------------ | ------------------ | ----------- | ----------- | ----------- | ------ | ------ |
| 2016-2017       | Empoli            | A               | 0          | 0          | CI              | -               | -               | -                  | -                  | -                  | -           | -           | -           | 0      | 0      |
| 2017-2018       | Empoli            | A               | 0          | 0          | CI              | -               | -               | -                  | -                  | -                  | -           | -           | -           | 0      | 0      |
| 2017-2018       | Lucchese          | C               | 25         | 0          | CI+CI-C         | 0               | 0               | -                  | -                  | -                  | -           | -           | -           | 25     | 0      |
| 2018-2019       | Viterbese         | C               | 27+2       | 1+0        | CI+CI-C         | 3+5             | 0               | -                  | -                  | -                  | -           | -           | -           | 37     | 1      |
| 2019-2020       | Carrarese         | C               | 26+2       | 0          | CI+CI-C         | 0+1             | 0               | -                  | -                  | -                  | -           | -           | -           | 29     | 0      |
| 2020-2021       | Empoli            | B               | 19         | 0          | CI              | 3               | 0               | -                  | -                  | -                  | -           | -           | -           | 22     | 0      |
| 2021-gen. 2022  | Empoli            | A               | 0          | 0          | CI              | 0               | 0               | -                  | -                  | -                  | -           | -           | -           | 0      | 0      |
| Totale Empoli   | Totale Empoli     | Totale Empoli   | 19         | 0          |                 | 3               | 0               |                    | -                  | -                  |             | -           | -           | 22     | 0      |
| gen.-giu. 2022  | Palermo           | C               | 15+6       | 1+0        | CI-C            | -               | -               | -                  | -                  | -                  | -           | -           | -           | 21     | 1      |
| 2022-2023       | Palermo           | B               | 27         | 0          | CI              | 2               | 0               | -                  | -                  | -                  | -           | -           | -           | 29     | 0      |
| ago. 2023       | Palermo           | A               | 0          | 0          | CI              | 1               | 0               | -                  | -                  | -                  | -           | -           | -           | 1      | 0      |
| Totale Palermo  | Totale Palermo    | Totale Palermo  | 42+6       | 1          |                 | 3               | 0               |                    | -                  | -                  |             | -           | -           | 51     | 1      |
| set. 2023-2024  | Juventus Next Gen | C               | 25+6       | 4+1        | CI-C            | 1               | 0               | -                  | -                  | -                  | -           | -           | -           | 32     | 5      |
| 2024-2025       | Ternana           | C               | 8+3        | 0          | CI-C            | 1               | 0               | -                  | -                  | -                  | -           | -           | -           | 12     | 0      |
| Totale carriera | Totale carriera   | Totale carriera | 172+19     | 6+1        |                 | 17              | 0               |                    | -                  | -                  |             | -           | -           | 208    | 7      |

### Cronologia presenze e reti in nazionale
| Cronologia completa delle presenze e delle reti in nazionale ― Italia under 18 | Cronologia completa delle presenze e delle reti in nazionale ― Italia under 18 | Cronologia completa delle presenze e delle reti in nazionale ― Italia under 18 | Cronologia completa delle presenze e delle reti in nazionale ― Italia under 18 | Cronologia completa delle presenze e delle reti in nazionale ― Italia under 18 | Cronologia completa delle presenze e delle reti in nazionale ― Italia under 18 | Cronologia completa delle presenze e delle reti in nazionale ― Italia under 18 | Cronologia completa delle presenze e delle reti in nazionale ― Italia under 18 |
| Data                                                                           | Città                                                                          | In casa                                                                        | Risultato                                                                      | Ospiti                                                                         | Competizione                                                                   | Reti                                                                           | Note                                                                           |
| ------------------------------------------------------------------------------ | ------------------------------------------------------------------------------ | ------------------------------------------------------------------------------ | ------------------------------------------------------------------------------ | ------------------------------------------------------------------------------ | ------------------------------------------------------------------------------ | ------------------------------------------------------------------------------ | ------------------------------------------------------------------------------ |
| 9-3-2016                                                                       | Lecco                                                                          | Italia under 18                                                                | 1 – 1                                                                          | Svizzera under 18                                                              | Amichevole                                                                     | -                                                                              | 61’                                                                            |
| 13-4-2016                                                                      | Padova                                                                         | Italia under 18                                                                | 1 – 2                                                                          | Francia under 18                                                               | Amichevole                                                                     | -                                                                              | 77’                                                                            |
| 11-5-2016                                                                      | Gualdo Tadino                                                                  | Italia under 18                                                                | 2 – 0                                                                          | Romania under 18                                                               | Amichevole                                                                     | -                                                                              | 77’                                                                            |
| Totale                                                                         |                                                                                | Presenze                                                                       | 3                                                                              |                                                                                | Reti                                                                           | 0                                                                              |                                                                                |

## Palmares

### Club

#### Competizioni nazionali
- Coppa Italia Serie C: 1

Viterbese: 2018-2019
- Campionato italiano di Serie B: 1

Empoli: 2020-2021